# Беренге, Паскаль
Паска́ль Беренге́ (фр. Pascal Berenguer; родился 20 мая 1981 года в Марселе, Франция) — французский футболист, выступавший на позиции полузащитника. Известен по выступлениям за клубы «Нанси» и «Тур».

## Клубная карьера
Беренге — воспитанник клуба «Бастия». 13 октября 1999 года в матче против «Ланса» он дебютировал в Лиге 1. В 2011 году для получения игровой практики Паскаль перешёл в «Истр» на правах аренды. Во Лиге 2 он провёл два сезоне, после чего присоединился к «Нанси». В 2005 году Беренге помог клубу выйти в элиту, а спустя год завоевал в его составе Кубок французской лиги. За десять лет выступления в составе Нанси он провёл более 250 матчей во всех турнирах.
Летом 2011 года Паскаль на правах аренды перешёл в «Ланс». 29 августа в матче против «Монако» он дебютировал за новую команду. 2 декабря в поединке против «Тура» Беренге забил свой первый гол за «Ланс».
Летом 2012 года он на правах аренды присоединился к «Туру». 14 сентября в матче против «Клермона» Паскаль дебютировал за новый клуб. 1 февраля 2013 года в поединке против «Шатору» Беренге забил свой первый гол за «Тур». По окончании сезона клуб выкупил трансфер Паскаля.

## Международная карьера
В 2000 году Беренге в составе юношеской сборной Франции выиграл юношеский чемпионат Европы.

## Достижения
Командные
«Нанси»
- Обладатель Кубка лиги — 2006

Международные
Франция (до 18)
- Юношеский чемпионат Европы — 2000